# Æthelred Ier (roi d'Est-Anglie)
Pour les articles homonymes, voir Æthelred.
Æthelred est un roi d'Est-Anglie qui aurait régné dans la deuxième moitié du VIIIe siècle.

## Biographie
Cette période de l'histoire des Angles de l'Est, apparemment soumis à la domination d'Offa de Mercie (r. 757-796), est très mal connue. Æthelred n'apparaît dans aucune source contemporaine ; il n'est mentionné que dans les hagiographies d'Æthelberht, qui est présenté comme son fils et celui de la reine Leofruna.